# Е Шухуа
Е Шухуа́ (кит. трад. 葉舒華, пиньинь Yè Shūhuá; род. 6 января 2000 года, более известная как Шухуа) — тайваньская певица и танцовщица. Является участницей южнокорейской гёрл-группы I-dle.

## Биография

### 2000—2017: Начало карьеры
Е Шухуа родилась 6 января 2000 года в посёлке Янмэй уезда Таоюань на Тайване.
Училась в художественной средней школе Hwakang. Она свободно говорит по-корейски и по-севернокитайски (гоюй). Когда она была маленькой, то увидела актёров по телевизору и задумалась о том, чтобы когда-нибудь стать известным человеком. Она всегда говорила членам семьи, что уверена, что однажды она будет на телевидении: «Если бы я была звездой на телевидении, я была бы очень счастлива».
Именно Хёна вдохновила Шухуа стать певицей. В 2016 году её подруга позвала её на прослушивание в Cube Entertainment. Она пошла с ней что бы её поддержать, но потом была проинформирована, что прошла прослушивание.
В октябре 2017 снялась Rising Star Cosmetic, в этом же году снялась в клипе Pet — 10 cm вместе с Суджин.

### 2018 — настоящее время: Дебют с (G)I-DLE
22 марта 2018 года Cube Entertainment объявил о новой женской группе. 10 апреля была представлена как четвёртая участница (G)I-DLE. 2 мая дебютировала в качестве вокалиста, вижуала и макне c дебютным альбомом I Am. 14 августа выпустили цифровой сингл Hann.
26 февраля 2019 года выпустили мини-альбом I Made.
8 февраля 2024 года Cube Entertainment сообщила, что Шухуа берёт перерыв по состоянию здоровья.

## Фильмография

### Развлекательные шоу
| Год  | Название                |
| ---- | ----------------------- |
| 2018 | (G)I-DLE: I-TALK (2018) |
| 2019 | To Neverland            |